# Mammisi
Mammisi (en copte lloc de naixement) és un terme arquitectònic ideat per Jean-François Champollion al segle xix per denominar les cases de naixement diví, Per-Mesi en antic egipci, edificis singulars vinculats als temples egipcis. Els exemples més cèlebres es poden encara visitar i es daten, la majoria, en les èpoques ptolemaica i romana.

## Descripció

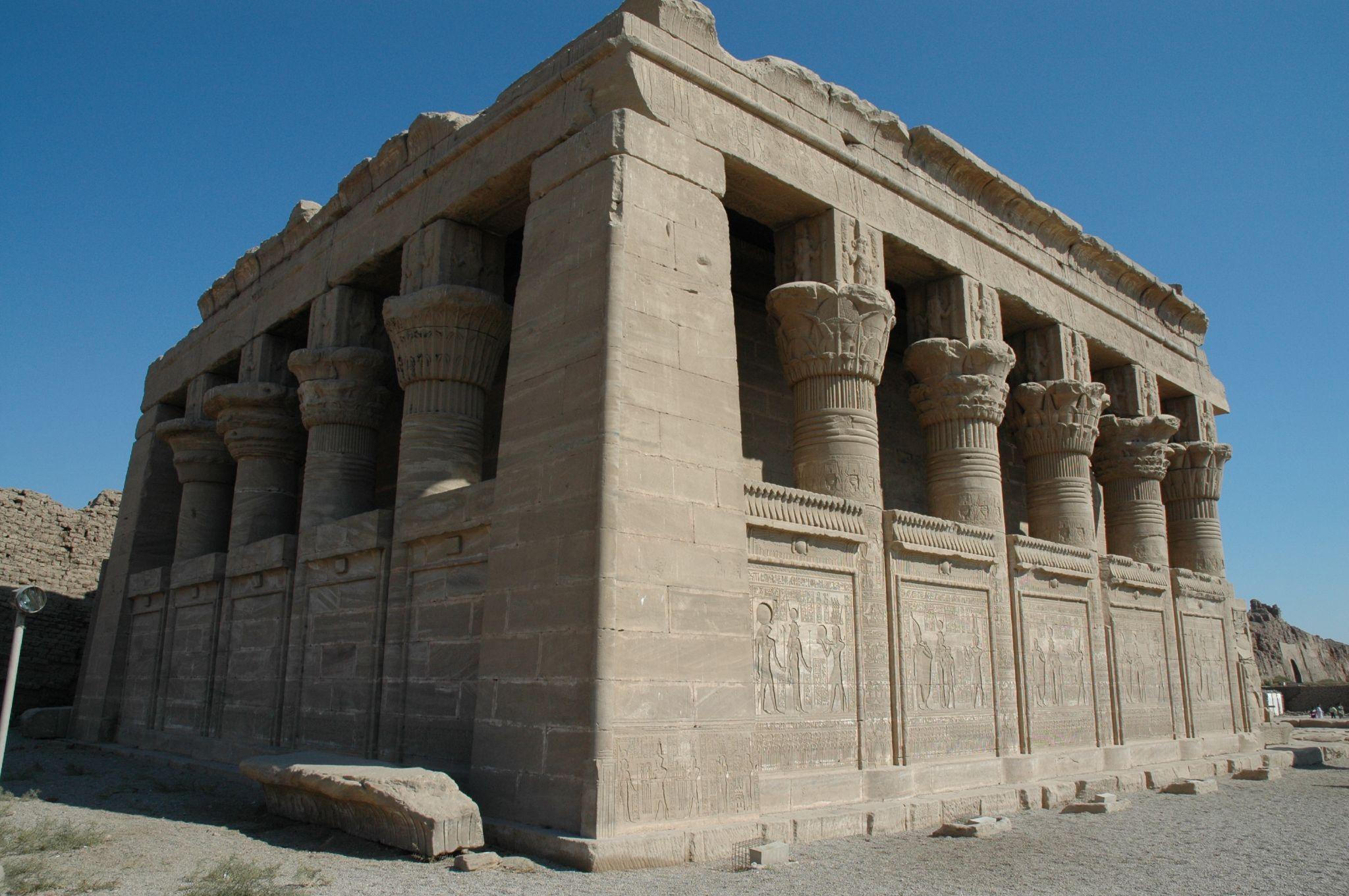
Mammisi romà a Denderah.

En la seva forma desenvolupada i coneguda, el mammisi més antic és el que va construir el faraó de la dinastia XXX, Nectabeu I, a Denderah. Aquest model es continuarà repetint en cada gran santuari del país reconstruït pels sobirans grecoromans. A més del de Dendera, són destacables els mammisi d'Edfu i de File, també es troben a Kom Ombo, El-Kab, etc. A causa de la seva relativament recent edificació aquests monuments es conserven bastant bé i estan exhaustivament estudiats.
Habitualment eren edificis perípters, que se situaven perpendiculars a l'eix del gran temple al qual estaven vinculats, com el de Denderah o Edfu, o al costat del temple, com el temple de Debod i el de File. Els pòrtics que formaven el naos estaven constituïts per columnes de capitells compostos, unides entre elles per intercolumnis historiats: murs decorats amb baixos relleus on es representava el sobirà fent sacrificis i ofrenes als déus.
Disposava de diverses sales que estaven consagrades a les diferents etapes del naixement diví. Es trobaven, en general, representacions de les deesses destinades a acompanyar el part celestial, o també, com a garants de la fertilitat: Tueris, Heket, Rattauy i les set Hathor que presidien el naixement i eren especialment venerades; també es trobaven Bes i Khnum, així com Osiris, déus de fertilitat i prosperitat.
Era costum dedicar el temple a una triada de déus, pare-mare-fill, ja que el mammisi era una versió arquitectònica del mite del naixement diví i la seva eterna repetició: matrimoni, naixement, criança i entronització del successor. Per aquest motiu al final del període tardà aquests edificis venen a confirmar el restabliment del poder reial que cada dinastia es dedicarà a testimoniar al cor dels grans santuaris del país, inclosos els emperadors romans, utilitzant com a lloc de culte al renaixement de la monarquia.